# Adriana Vasini
Adriana Vasini   (Maracaibo, 30 de juliol de 1987) és una model i reina de bellesa veneçolana que va guanyar els títols de Miss Món Veneçuela 2009 i Reina Hispanoamericana 2009. Va representar Veneçuela al Miss Món 2010 el 30 d'octubre de 2010 a Sanya, Xina i va quedar en segon lloc.

## Joventut
Vasini és filla de Pilar Sánchez, una antiga reina de la belesa de Zulia. Va començar a fer de mode als 16 anys per a la dissenyadora Miriam Rodriguez en Maracaibo, i després amb Douglas Tapia i Mayela Camacho. Abans de competir a Miss Veneçuela 2009, estudiava medicina a la Universitat del Zulia en Maracaibo.

## Miss Món Veneçuela 2009
Vasini, amb 1,78 m d'alçada, va competir com a Miss Zulia al concurs nacional de bellesa del seu país, Miss Venezuela 2009, el 24 de setembre de 2009, i va obtenir el títol de Miss Món Veneçuela 2009. Un moment notable de la seva participació a Miss Veneçuela 2009 va arribar durant la desfilada amb banyador quan Vasini, de manera calculada, va deixar caure el seu embolcall i el va recollir amb el peu dret per a la satisfacció de la multitud.

## Reina Hispanoamericana 2009
El 29 d'octubre de 2009 va participar i guanyar la corona del concurs de bellesa Reina Hispanoamericana 2009 celebrat a Santa Cruz, Bolívia.

## Miss Món 2010
Com a representant oficial del seu país al concurs de Miss Món del 2010 celebrat a Sanya, Xina, Vasini es va convertir en una dels 20 millors finalistes durant l'esdeveniment de Miss Món Top Model celebrat el 23 d'octubre de 2010, i la 10a finalista a Miss Món Talent, celebrat el 26 d'octubre de 2010. Va acabar la competició ocupant el segon lloc.